# Petticoat
Petticoat är en vid, styv underkjol med volanger och rysch som bars under de vida, klockformade kjolarna på 1950-talet och i början av 1960-talet.

## Galleri

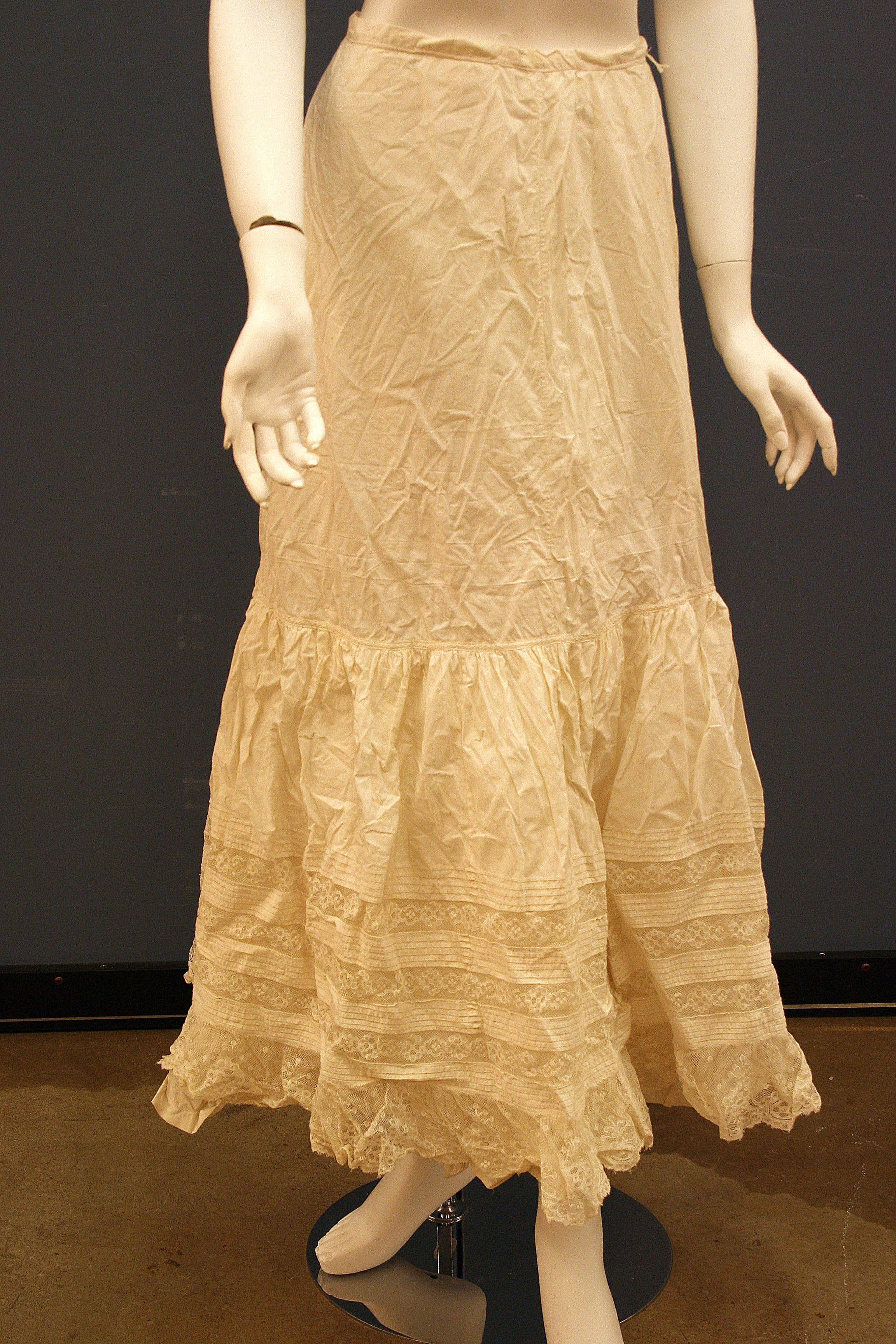
Petticoat från 1904.
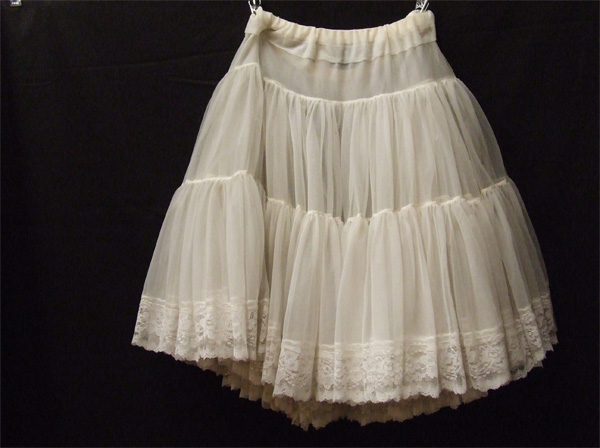
Petticoat från 1950-talet.
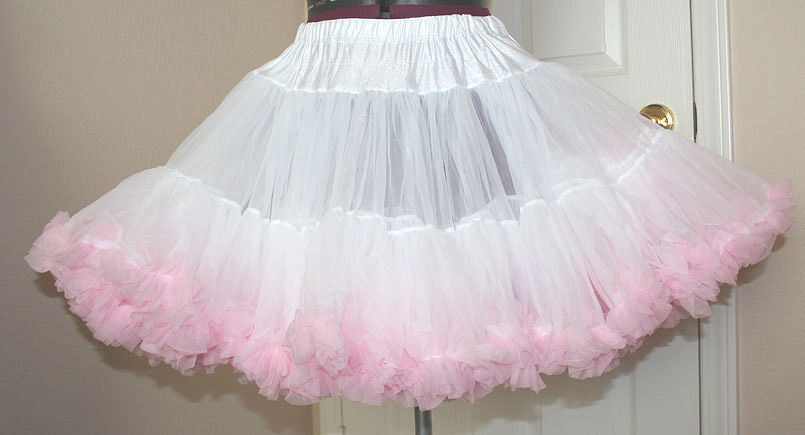
Vit och skär petticoat.
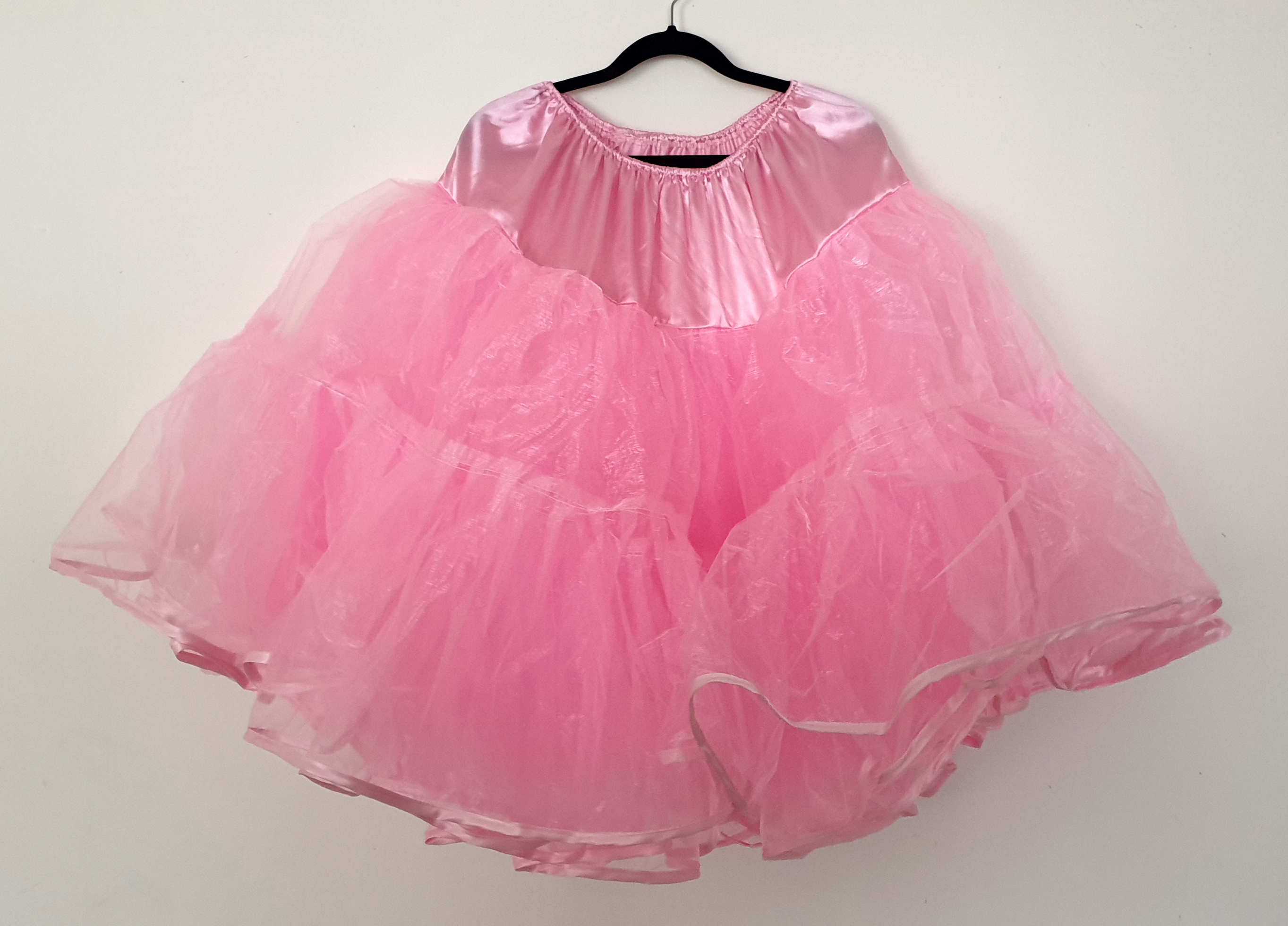
Skär petticoat.